# Éric Perrot
Éric Perrot (ur. 29 czerwca 2001 w Bourg-Saint-Maurice) – francuski biathlonista, wielokrotny medalista mistrzostw świata oraz trzykrotny medalista mistrzostw świata juniorów.

## Kariera
Pierwszy sukces w karierze osiągnął w 2019 roku, kiedy na olimpijskim festiwalu młodzieży Europy w Sarajewie zwyciężył w sprincie. Podczas mistrzostw świata juniorów w Lenzerheide w 2020 roku zdobył brązowy medal w biegu indywidualnym. Na rozgrywanych rok później mistrzostwach świata juniorów w Obertilliach zajął drugie miejsce w biegu pościgowym, a w sztafecie zwyciężył. 
W Pucharze Świata zadebiutował 19 marca 2021 roku w Östersund, gdzie zajął 76. miejsce w sprincie. Pierwsze punkty zdobył 21 grudnia 2021 roku w Hochfilzen, zajmując 36. miejsce w biegu pościgowym. Na podium zawodów tego cyklu po raz pierwszy stanął 12 marca 2023 roku w Östersund, kończąc bieg masowy na trzeciej pozycji. W zawodach tych wyprzedzili go jedynie dwaj Norwegowie: Vetle Sjåstad Christiansen i Johannes Dale.
Jego ojciec Franck Perrot, także uprawiał biathlon.

## Osiągnięcia

### Mistrzostwa świata
| Rok  | Miejscowość | Konkurencje | Konkurencje | Konkurencje | Konkurencje | Konkurencje | Konkurencje | Konkurencje |
| Rok  | Miejscowość | IN          | SP          | PU          | MS          | RL          | MR          | SR          |
| ---- | ----------- | ----------- | ----------- | ----------- | ----------- | ----------- | ----------- | ----------- |
| 2023 | Oberhof     | 32.         | 49.         | 32.         | –           | –           | –           | –           |
| 2024 | Nové Město  | 8.          | 4.          | 14.         | 9.          | 3.          | 1.          | –           |
| 2025 | Lenzerheide | 1.          | 14.         | 3.          | 7.          | 2.          | 1.          | –           |

### Mistrzostwa świata juniorów
| Rok  | Miejscowość  | Konkurencje | Konkurencje | Konkurencje | Konkurencje | Konkurencje | Konkurencje | Konkurencje |
| Rok  | Miejscowość  | IN          | SP          | PU          | MS          | RL          | MR          | SR          |
| ---- | ------------ | ----------- | ----------- | ----------- | ----------- | ----------- | ----------- | ----------- |
| 2020 | Lenzerheide  | 3.          | 15.         | 14.         | nd.         | 5.          | nd.         | nd.         |
| 2021 | Obertilliach | 8.          | 5.          | 2.          | nd.         | 1.          | nd.         | nd.         |

### Puchar Świata

#### Miejsca w klasyfikacji generalnej
| Sezon     | Miejsce |
| --------- | ------- |
| 2020/2021 | -       |
| 2021/2022 | 68.     |
| 2022/2023 | 34.     |
| 2023/2024 | 11.     |
| 2024/2025 | 3.      |

#### Miejsca na podium chronologicznie
| Lp. | Dzień      | Rok  | Miejscowość      | Konkurencja               | Lokata | Pudła   | Czas biegu | Strata | Zwycięzca                  |
| --- | ---------- | ---- | ---------------- | ------------------------- | ------ | ------- | ---------- | ------ | -------------------------- |
| 1.  | 12 marca   | 2023 | Östersund        | Bieg masowy na 15 km      | 3.     | 0+1+0+0 | 35:17,0    | + 12,3 | Vetle Sjåstad Christiansen |
| 2.  | 9 marca    | 2024 | Soldier Hollow   | Sprint na 10 km           | 1.     | 0+0     | 22:19,8    | –      | –                          |
| 3.  | 16 marca   | 2024 | Canmore          | Bieg pościgowy na 12,5 km | 3.     | 0+1+0+0 | 34:49,6    | +11,6  | Johannes Thingnes Bø       |
| 4.  | 8 grudnia  | 2024 | Kontiolahti      | Bieg masowy na 15 km      | 1.     | 0+1+0+0 | 37:12,9    | –      | –                          |
| 5.  | 21 grudnia | 2024 | Le Grand-Bornand | Bieg pościgowy na 12,5 km | 2.     | 0+0+0+0 | 31:25,4    | +27,6  | Johannes Thingnes Bø       |
| 6.  | 15 marca   | 2025 | Pokljuka         | Bieg masowy na 15 km      | 1.     | 0+0+0+1 | 35:42,7    | –      | –                          |
| 7.  | 23 marca   | 2025 | Oslo             | Bieg masowy na 15 km      | 2.     | 0+1+0+0 | 39:11,8    | +5,6   | Sebastian Samuelsson       |